# Константин, наследный принц Лёвенштейн-Вертгейм-Розенберг
Константин Йозеф, наследный принц Лёвенштайн-Вертхайм-Розенберг (нем. Konstantin zu Löwenstein-Wertheim-Rosenberg; 28 сентября 1802, Клайнхойбах — 27 декабря 1838, Клайнхойбах) — немецкий аристократ и публицист.

## Биография
Родился 28 сентября 1802 года в Клайнхойбахе. Единственный сын и наследник Карла Томаса, князя Лёвенштайн-Вертхайм-Розенберга (1783—1849), и графини Софии Людовики Виндиш-Грец (1784—1848). У Константина было пять младших сестер. В студенческие годы наследный принц изучал философию, историю и государственное право.
С начала 1830-х годов наследный принц Константин де-факто управлял отцовскими владениями и проживал в замке Клайнхойбахе.
В 1834 году он был избран депутатом первой палаты Великого герцогства Гессен.
Будучи владельцем чешского поместья Везеритц, наследный принц в 1836 году приобрел местные целебные источники. В 1837 году Константин купил Лазни в Богемии. Наследного принца интересовали месторождения угля, но уголь не был найден, зато найдены лечебные свойства местного минерального источника.

## Семья
31 мая 1829 года наследный принц Константин Лёвенштайн-Вертхайм-Розенберг женился в Ротенбург-на-Фульде на принцессе Марии Агнессе Гогенлоэ-Лангенбургской (5 декабря 1804 — 9 сентября 1835), дочери князя Карла Людвига Гогенлоэ-Лангенбурга (1762—1825) и графини Амалии Генриетты Сольмс-Барутской (1768—1847). Супруги имели двоих детей:
- Принцесса Аделаида Лёвенштейн-Вертгейм-Розенбергская (3 апреля 1831 — 16 декабря 1909), супруга с 1851 года бывшего короля Португалии Мигеля I (1802—1866), правившего в 1828—1834 годах.
- Карл Генрих, князь Лёвенштейн-Вертгейм-Розенбергский (21 мая 1834 — 8 ноября 1921), наследник отца.

## Произведения
- Anonym: Widerlegung einiger in neuerer Zeit verbreiteten falschen Nachrichten in Bezug auf den Ursprung des hochfürstlichen Hauses zu Löwenstein-Wertheim-Rosenberg und dessen Successions-Recht in Bayern, Wertheim 1830
- Anonym: Einiges über den Mißbrauch der gesetzgebenden Gewalt. Bei Gelegenheit gewisser Ergebnisse der jüngsten Ständeversammlung im Großherzogthume Baden, Frankfurt am Main 1832
- Anonym: Betrachtung über die die Unzulänglichkeit des 14ten Artikels der Deutschen Bundesakte zur Befriedigung der mediatisierten Reichsstände, Heidelberg 1833
- Anonym: Unter welchen Bedingungen ist das Gedeihen der landständischen Verfassungen im Deutschen Bunde zu erwarten?, Heidelberg 1833
- Anonym: Beiträge zur Philosophie des Rechts, Heidelberg 1836
- Posthum: Versuch einer schematischen Beleuchtung der ersten Elemente einer christlichen Philosophie, Frankfurt am Main 1840
- Italienische Übersetzung des vorhergehenden Werks: Primi elementi d’un sistema di filsoofia cristiana, G. Miglio, Novara 1847, mit einer Widmung an Antonio Rosmini Serbati.